# Rupnagar (Indie)

S
Rupnagar – miasto w Indiach, w stanie Pendżab. W 2011 roku liczyło 56 038 mieszkańców.